# Sir Reg
Sir Reg (parfois stylisé SIR REG,) est un groupe musical suédois comptant cinq membres, fondé à Köping, Suède en 2009, axé punk celtique et rock, mené par le chanteur irlandais Brendan Sheehy. Ils sont sous contrat avec le label Heptown Records basé à Lund.

## Biographie
Sir Reg est fondé en 2009  par des membres du groupe The Barcrawlers et composé du chanteur Irlandais Brendan Sheehy et de quatre musiciens Suédois, Karin Ullvin, Chris Inoue, Erik Dahlqvist et Jesper Lundh qui viennent tous d'horizons musicaux différents, à la fois classique, jazz et rock. Ils ont sorti trois albums, tous accueillis très favorablement par la critique.

## Carrière
Sir Reg est constamment en tournée et joue en de nombreux endroits à travers l'Europe. En 2010, ils se joignent aux Misfits pour une tournée de trois semaines en Europe. Ils partagent également la scène avec Danko Jones, Thin Lizzy, Fiddler's Green, The Real McKenzies, Talco, HEAT, The Exploited, et The Meteors. L'album éponyme de leur début est nommé « Meilleur album Celtic Rock et Punk de 2010 » par les lecteurs de Celticfolkpunk et également par des auditeurs de la station de webradio Paddy Rock Radio. Celticfolkpunk nomme également Sir Reg comme « Meilleur groupe Celtique de 2010 ». Le deuxième album, A Sign Of The Times est très bien accueilli partout dans le monde, et cet accueil rend possible l'obtention du prix Best Celtic Rock & Punk Album of 2011 par Paddy Rock Radio, pour leur deuxième nomination. En lice face à quatre des plus grands représentants du genre, l'album A Sign Of The Times s'illustre comme le plus populaire parmi les fans et les critiques.
Les deux premiers singles de leur dernier album 21stCentury Loser, 'Til The Dead Come Alive et Emigrate, sont fréquemment entendus sur les ondes du monde entier. Sur la principale radio rock de Suède, Emigrate finit sur la liste Most Wanted (des cinq chansons les plus jouées) à de nombreuses reprises, dont la première place à deux reprises, au point d'être entendu quotidiennement. Paddy Rock Radio et ses auditeurs élisent 21st Century Loser premier parmi 25 groupe/albums du monde entier, dans la catégorie Best Of Celtic Rock & Punk 2013.
Début 2014, Sir Reg répète pour sa tournée européenne en mars 2014, mais participent, avant de repartir sur les routes, aux Bandit Rock Awards 2014, où ils sont nommés dans deux catégories : « Meilleure révélation de l'année », et « Meilleur album suédois ».

## Style musical
Leur musique peut être décrite comme du punk/rock celtique avec de puissantes mélodies et des paroles profondes. Beaucoup de leurs chansons parlent de l'Irlande, ses politiques, et son boom qui lui a conféré le titre de Tigre Celtique à l'instar des tigres asiatiques.
Le groupe est souvent comparé à des groupes punks tels que Flogging Molly et Dropkick Murphys.

## Membres
- Brendan Sheehy – chanteur, guitare acoustique
- Karin Ullvin – violon
- Jesper Lundh – guitare basse
- Chris Inoue – guitare électrique
- Erik Dahlqvist – batterie

## Discographie

### Albums studio
- 2010 - SIR REG
- 2011 - A Sign Of The Times
- 2013 - 21st Century Loser

### Singles
- 2011 - Far Away
- 2011 - Dublin City
- 2011 - A Sign Of The Times
- 2012 - How The Hell Can You Sleep?
- 2013 - 'Til the Dead Come Alive
- 2013 - Emigrate

### Liens d'interview
- (en) Skruttmagazine interviews Brendan from SIR REG (2011)
- (en) Celtico Blog interview with « SIR REG »(Archive.org • Wikiwix • Archive.is • Google • Que faire ?) (consulté le 17 juin 2014) (2013)
- (en) Paddy Rock Radio interview with SIR REG (2013)